# Verschiedenblättriges Kammkelchmoos

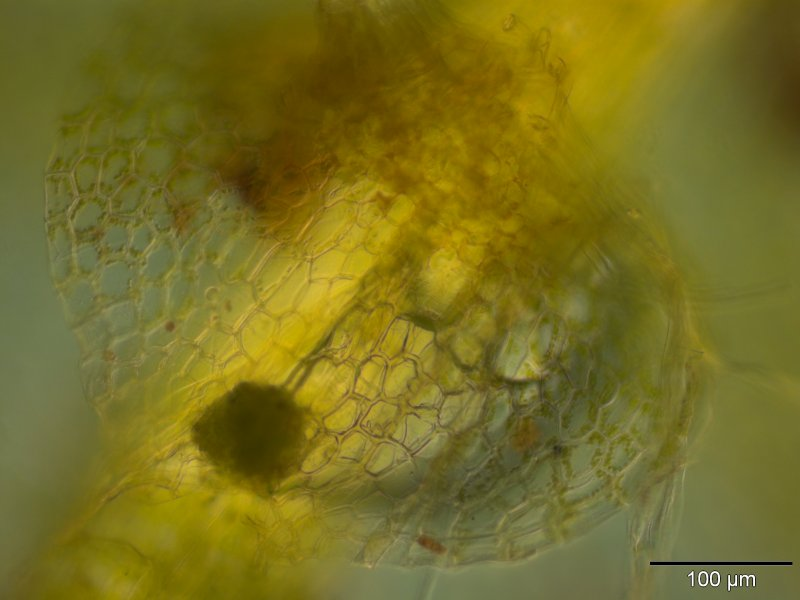
Zweigeteiltes Unterblatt bei 250-facher Vergrößerung

Das Verschiedenblättrige Kammkelchmoos (Lophocolea heterophylla) ist ein beblättertes Lebermoos aus der Familie der Geocalycaceae.

## Erkennungsmerkmale
Die Pflanzen sind meist gelblich hellgrün gefärbt und wachsen häufig in ausgedehnten flachen Überzügen. Die Sprosse werden bis 3 cm lang und 2 mm breit und sind häufig reichlich verzweigt. Das Moos ist auch makroskopisch besonders einfach erkennbar, da die Flankenblätter im unteren Teil bis 1/3 in 2 dreieckige Lappen geteilt sind und im oberen Teil dagegen komplett abgerundet sind. Die Laminazellen werden etwa 20–30 µm breit und 30 bis 40 µm lang. Die großen Unterblätter sind etwa bis zur Hälfte in 2 lanzettliche Lappen geteilt. Es werden auch Brutkörper in den Blattspitzen gebildet, die jedoch nur selten vorkommen. Die Sporenreife ist im Frühjahr.

## Vorkommen
Das Lebermoos bevorzugt kalkarme, mäßig saure bis neutrale, feuchte, halbschattige Standorte. Es besiedelt morsches, frisches Nadel- oder Laubholz, ist aber auch an Baumbasen, auf abgestorbenen Pflanzenresten, Rohhumus und Felsen zu finden. Das eher konkurrenzschwache Pioniermoos kommt besonders an gestörten Standorten vor und wächst gerne mit Tetraphis pellucida zusammen.